# هنري برنارد بير
هنري برنارد بير (بالهولندية: Henri Bernard Beer)‏ هو كيميائي هولندي، ولد في 7 أبريل 1909 في أمستردام في هولندا، وتوفي في 1994.